# ميلود بن الهاشمي العيادي
ميلود بن الهاشمي العيادي (1880 - 1964) كان قائدا على قبيلة الرحامنة.
العيادي كان وفيا للمخزن وللسلاطين ولكنه تعامل مع المستعمر الفرنسي ضد أبناء بلده ليعود إلى صفوف الحركة الوطنية ضد المستعمر بعد نفي السلطان محمد الخامس بن يوسف.

## مسيرته
ولد عام 1880 بدوار الشلالكة الواقع شمال غرب الرحامنة غرب مركز الصخور الذي كان يمثل أهم النزلات في مجال الرحامنة، تربى القايد العيادي في أحضان والداته لالة فاطمة بنت الشريف العلمي بعد وفاة والده الهاشمي سنة 1894.
جاءت تسميته بالعيادي لروايتين شفهيتين حسب ماذكره الباحث عبد العزيز الثيلاني تقول انه ازداد يوم عيد المولد النبوي، والرواية الثانية جاءت عبر لسان أحد البوابين يدعى بوعلي أنه كان يُردد كلمة «أعيد أعيد..» في فن التبوريدة.
تعلم العيادي حمل السلاح وركوب الخيل على يد ابن عمه الشيخ أحمد بن محمد الملقب بالكراوي. انتقل العيادي من محارب صغير إلي امتهان فن الزطاطة حيث يؤمن الطريق للقوافل وكان عارفا بخبايا المنطقة من مراكش إلي الشاوية وكان يشارك في الحروب ضد القبائل السائبة.
ناصر القايد العيادي المولى عبدالحفيظ في خروجه على اخيه السلطان مولاي عبد العزيز الذي كان يُكِنُّ عداوة لقبيلة الرحامنة خصوصا بعد تمرد 1908.
بعد سنوات عين العيادي قائدا خصوصا بعد تولي المولى عبد الحفيظ مفاتيح السلطة بمساندة العيادي شريطة إطلاق سجناء الرحامنة.
بعد معاهدة الحماية وضع العيادي يده مع المستعمر معتمدا على دهائه وحنكته لكسر شوكة الحركات المنتفضة حيث دعم المستعمر ضد مقاومة أحمد الهيبة.
ما قدمه القايد العيادي من دعم عسكري للحماية خوّل له يوم 4 مايو 1919 الحصول على وسام تقديري من فرنسا وحضر حفل النصر في باريس يوم 14 يوليو في السنة نفسها.
توالت الأحداث لكن سرعان ما انقلب ضد المستعمر بعد نفي السلطان محمد الخامس وتعيين محمد بن عرفة ليتزعم حركة وطنية انضم إليها بعض رجال المقاومة وهو ماردت عليه الإقامة العامة بقوة حيث اعتقلت حليفها السابق ونفته إلى فرنسا قبل أن يعود ويتم إخضاعه للإقامة الجبرية وتقسيم قبيلته.
اعتمدوا العنف في حجز ممتلكاته وأراضيه، حيث كان يتباهى مثل الباشا الكلاوي لكن الديون والاستيلاء على أراضيه ساهم في تراجع هيبته.
يقول عالم الاجتماع بول باسكون إن هذا القايد تحرر من التقاليد وأصبح يعيش حياة الملوك برفاهية.
حيث كان له رياض بمراكش وقصر معروف في بن جرير. كانت خلالهم تقدم الوجبات على أنغام من موسيقى الأندلس تعزفها فرقة نسائية تترأسها امرأة تدعى «الصائلة» ويُشرف على تمرينها مصري.
بلغت عدد زوجات القايد حوالي 20 زوجة كانت منهن يامنة أرملة ابن عمه وعرابه الكراوي. كما كان صهرا لعائلة الجامعي الفاسي بزواجه بابنته زينب التي بنى لها رياض بمراكش على الطابع المعماري الأندلسي يدعى الدار الجديدة وكانت آخر زوجاته الأمازيغية سلطانة.
ورافقته في آخر عمره زوجته كبورة التي لم تنجب معه أولاد فيما أنجب 22 ولدا، وقد تزوج من ثلاث جنسيات عرب وأفارقة وأمازيغ.
نظّم القايد العيادي عددا من المواسم السنوية وقدم الهدايا للقائمين على الزوايا والأضرحة.كمل كان مولوعا بفن التبوريدة من خلال خرجاته في الحركات «النزاهة» مرفوقا ببعض الشيخات.
كان مولوعا بالتعليم الأصيل حيث كان يعلم أبناءه التعليم الإسلامي بمدرسة ابن يوسف بمراكش أو بجامعة القرويين بفاس.
عمل القايد العيادي على بناء مدارس حرة كمدرسة بحي قاع المشرع بمراكش بالإضافة مدرسة القايد العيادي للتعليم العتيق بابن جرير.
كان العيادي يفضل اللباس التقليدي البلدي من كساء وفرجية وقفطان ومضمة مطروزة بالأبيض وبلغة صفراء وجلباب ورزة من الكتان وسلهام.
ساهم العيادي في إنشاء بيت للحكمة للدفع بالعلماء في منطقة الرحامنة، منهم الفقيه بلحسن الدباغ والفقيه العاقب الشنكيطي ومولاي احمد بن اليزيد البدراوي، إضافة الي أعيان مثل أحمد بن لشهب والحاج عبد القادر برادة والشريف مولاي امبارك السباعي.